# Refuge del Pla de l'Estany
Le refuge del Pla de l'Estany est un refuge d'Andorre situé dans la paroisse de La Massana à une altitude de 2 049 ou 2 050 m,.

## Randonnée
Inauguré en 1981 et propriété du Govern d'Andorra, le refuge est non gardé et ouvert toute l'année,. Il possède une capacité d'accueil de 6 personnes,.
Le refuge del Pla de l'Estany est accessible depuis Arinsal et fait partie du parc naturel des vallées du Coma Pedrosa. Il est situé sur l'un des embranchements du GR 11 espagnol.
Depuis le refuge il est possible d'atteindre notamment les estanys Forcats, les estanys de Montmantell la Roca Entravessada et le pic de Coma Pedrosa.

Carte des principaux chemins de randonnée et refuges d'Andorre.
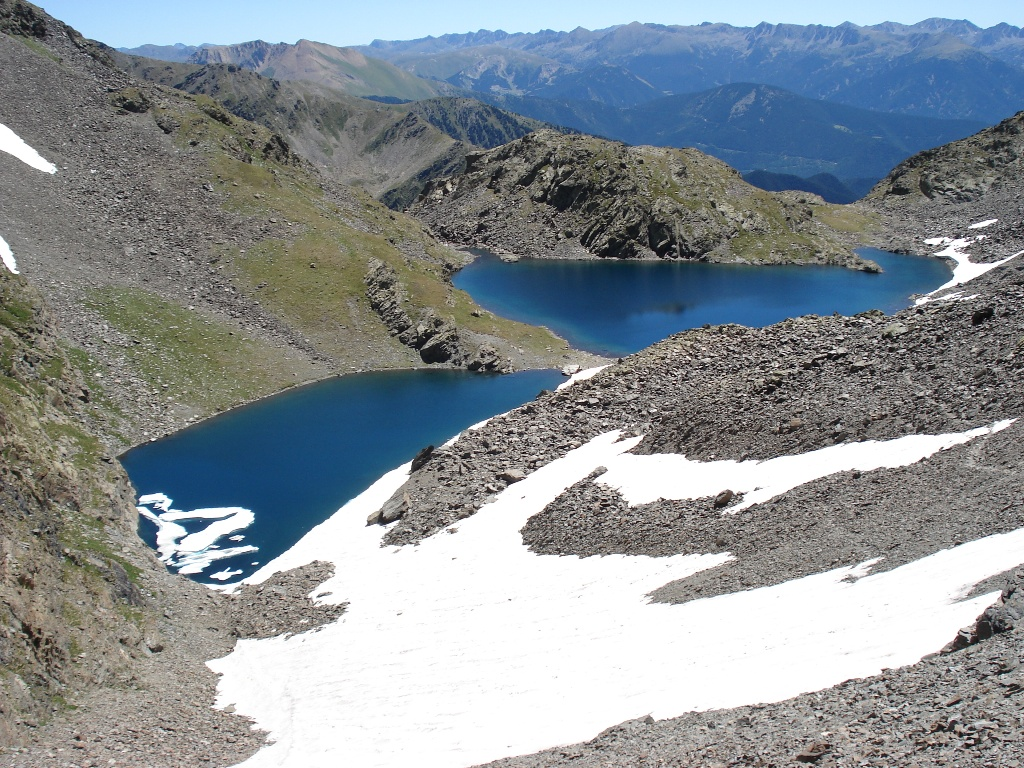
Les estanys Forcats.

## Toponymie
- Pla désigne une zone plane ou peu pentue qui en altitude correspond généralement à une zone pastorale[5] et provient du latin planus (« plat »)[6].
- Estany est un terme omniprésent dans la toponymie andorrane, désignant en catalan un « étang »[7]. Estany dérive du latin stagnum signifiant « étendue d'eau »[8].